# Коголен
Коголен (фр. Cogolin) је насељено место у Француској у региону Прованса-Алпи-Азурна обала, у департману Вар.
По подацима из 2011. године у општини је живело 11.119 становника, а густина насељености је износила 398,1 становника/km².

## Демографија
| 1962. | 1968. | 1975. | 1982. | 1990. | 2011.  |
| ----- | ----- | ----- | ----- | ----- | ------ |
| 2.665 | 3.292 | 4.577 | 5.639 | 7.976 | 11.119 |